# Frankonia
Ne doit pas être confondu avec Franconia.
Frankonia Handels GmbH & Co. KG est une entreprise allemande spécialisée dans les armes de tir sportif et de chasse ainsi que les accessoires et vêtements fonctionnels. Frankonia possède 25 magasins, en plus de la vente en ligne et par correspondance.

## Histoire
La société est fondée en 1908 par Nikolaus Hofmann sous le nom de "Waffen- und Munitionszentrale Frankonia" à Eichfeld, près de Wurtzbourg. En 1953, elle édite son premier catalogue de 153 pages. En 1961, elle ouvre à Darmstadt la "Haus der Jäger", sa première filiale. En raison de la croissance soutenue, les locaux de la société mère à Wurtzbourg deviennent trop petits, elle déménage à Rottendorf en 1970. Frankonia étend sa gamme en 1971 aux vêtements sportifs et de mode.
En 2000, Heinrich Heine Gmbh acquiert la moitié des actions puis la totalité en octobre 2001. En avril 2007, Heine isole Frankonia de son groupe. Frankonia devient une filiale directe de la société de vente par correspondance Otto Group.

## Source de la traduction
- (de) Cet article est partiellement ou en totalité issu de l’article de Wikipédia en allemand intitulé « Frankonia » (voir la liste des auteurs).